# Rio Iowa

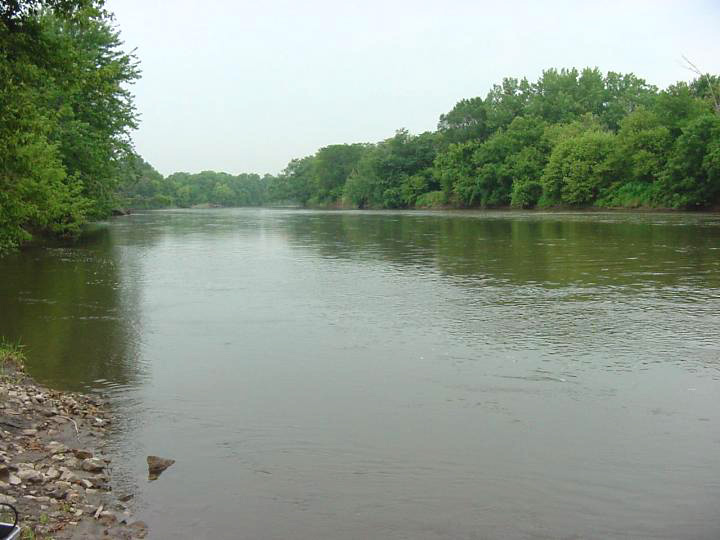
rio em Iowa

O Rio Iowa é um afluente do Rio Mississippi no estado de Iowa nos Estados Unidos da América. Possui aproximadamente 480 km de extensão. Seu maior afluente é o Rio Cedar.